# 신호수 의문사 사건
신호수 의문사 사건(申虎樹疑問死事件)은 1986년 6월 19일 전라남도 여수시 대미산에서 하산하며 산열매 따위를 채취하던 해안방위병들이 그전까지 알려져 있지 않은 동굴에서 반라의 상태로 목을 매 죽은 가스배달부 신호수(당시 나이 23세)의 변사체를 발견한 사건이다.
신호수는 인천 연안가스 공장에서 가스배달부로 일하고 있었는데, 멀리 떨어진 여수에서 시신이 발견된 데다, 팔다리가 결박이 된 상태에서 높이 2.5 미터의 동굴 천장에 목을 매는 것 자체가 불가능해 보이는 등, 의문점이 무성했으나 당시 여수경찰은 자살로 사건을 마무리지었다. 또한 자살 처리하고 가매장까지 한 뒤에야 유족에게 연락을 했다.
신호수의 아버지 신정학은 개인적으로 사건을 추적한 끝에 신호수가 변사체로 발견되기 열흘 전 무전기가 달린 회색 포니2에서 내린 정체불명의 남자 세 명에게 끌려갔고, 그 남자들은 서울시경 대공수사관들이라는 사실을 한 달 만에 밝혀냈다. 당시 신호수를 수사한 수사관은 몇 시간 만에 훈방 조치했다고 주장했다. 그리고 그 훈방 이후 열흘쯤 뒤 신호수는 대미산 동굴 속에서 변사체로 발견되었고 그 열흘 동안 신호수가 어디서 무엇을 하다 죽음에 이르렀는지 알 길은 없다.
2009년 진실·화해를 위한 과거사정리위원회는 서울 서부경찰서가 공작을 위해 신호수를 간첩으로 조작하는 과정에서 가혹행위를 못 이긴 신호수가 사망에 이르자 이를 자살로 위장한 것으로 판단했다. 그러나 법원은 타살로 볼 근거가 부족하다는 이유로 재심청구를 기각했다.

## 참고 자료
- (한국어) 신호수 의문사 사건 보관됨 2016-03-04 - 웨이백 머신 진실·화해를위한과거사정리위원회 사건별 조사보고서, 2009-11-10
- 《동굴 속 죽음의 미스터리》 (그것이 알고 싶다). 2012년 4월 14일.